# Saint-Michel, Gers
 Saint-Michel  là một xã của tỉnh Gers, thuộc vùng Occitanie, tây nam nước Pháp.